# Закон про довічну приватизацію цілини
Закон про довічну приватизацію цілини (яп. 墾田永年私財法, こんでんえいねんしざいほう, конден ейнен сідзай-хо) — закон у стародавній японській «правовій державі» XIII–X століть, періоду Нара і Хей'ан, який затверджував право приватної власності осіб на розроблені ними цілинні землі. Проголошений у 743 році. Набув чинності з моменту проголошення. Згадується у «Сьоку Ніхонґі», «Рьоґіґе», «Руйдзю Сандайкяку». Містив такі базові положення:
- Проголошував довічне право приватної власності осіб над цілинними землями.
- Установлював межі площі цілинних земель, які можна було приватизувати, залежно від рангу і посади особи.
- Зобов'язував провінціалів кокусі займатися питаннями цілинних земель.
- Визначав детальну процедуру приватизації цілинної землі.

У традиційній японській історіографії «Закон» розглядається як головна причина занепаду японської «правової держави», що базувалася на приматі державної власності. Приватизація землі аристократами, монастирями і святилищами зміцнила їхнє фінансове становище, послабила контроль центральної влади над ними і спричинила поступове зменшення авторитету Імператора.
У новітніх дослідженнях наводиться думка, що «правова держава» занепала через застаріле і недосконале японське законодавство, а не існування інституту приватної власності, визнаного «Законом».